# Izod Center
L'Izod Center és un pavelló interior multiús en el Poliesportiu Meadowlands d'East Rutherford, Nova Jersey.
És la pista dels New Jersey Devils, l'equip d'hoquei de l'NHL, i dels New Jersey Nets, l'equip de bàsquet de l'NBA, a més de la Universitat Seton Hall, en la lliga de bàsquet de l'NCAA.
El nombre de places oficial des de 2004 és 19.040 per a l'hoquei; 20.029 per al bàsquet universitari; 19.968 per a partits de l'NBA; i un màxim 20.000 per a concerts. El pavelló atreu a espectadors i afeccionats de la major part de l'Àrea Metropolitana de Nova York i no només de Nova Jersey.

## Galeria

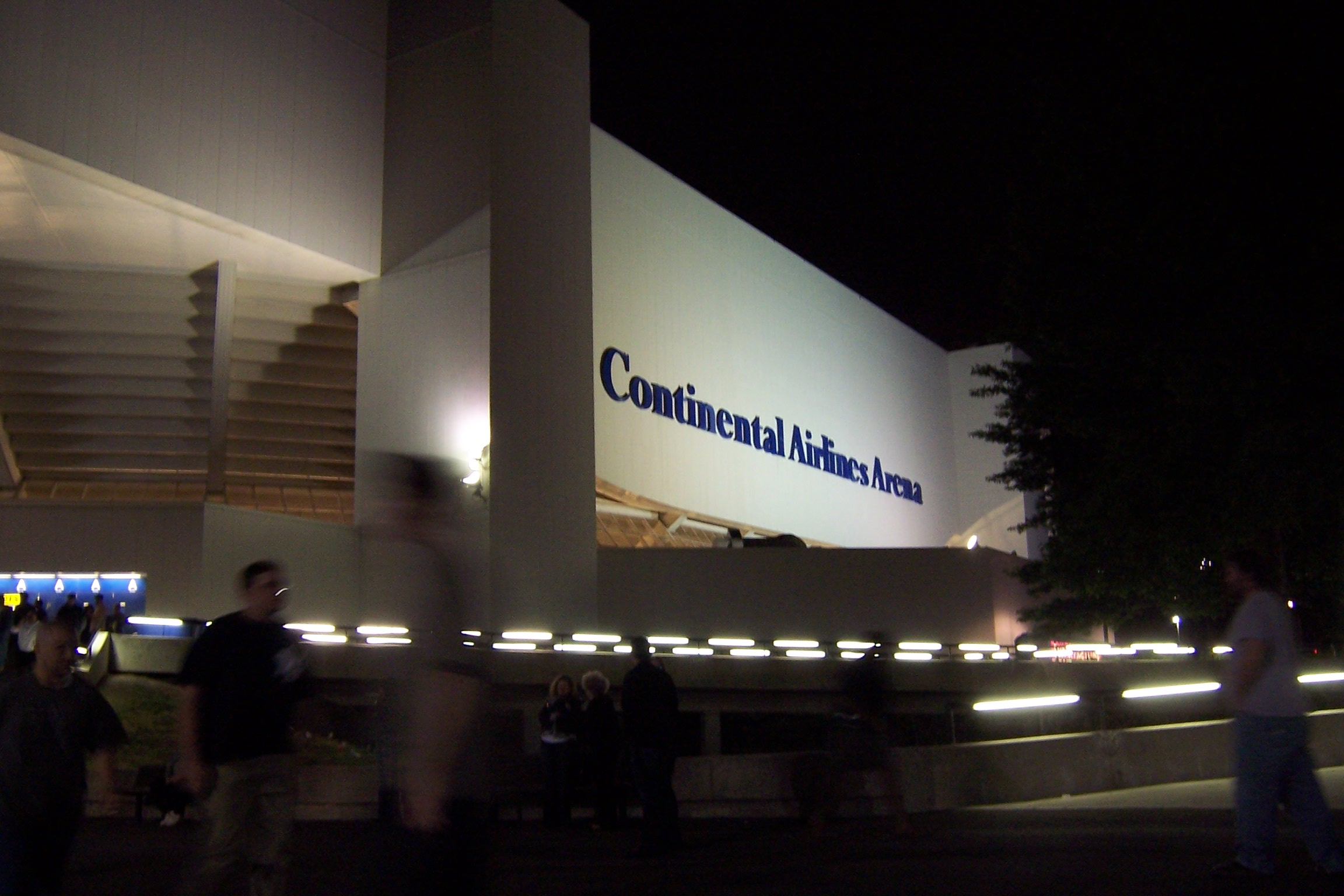
Continental Airlines Arena de nit
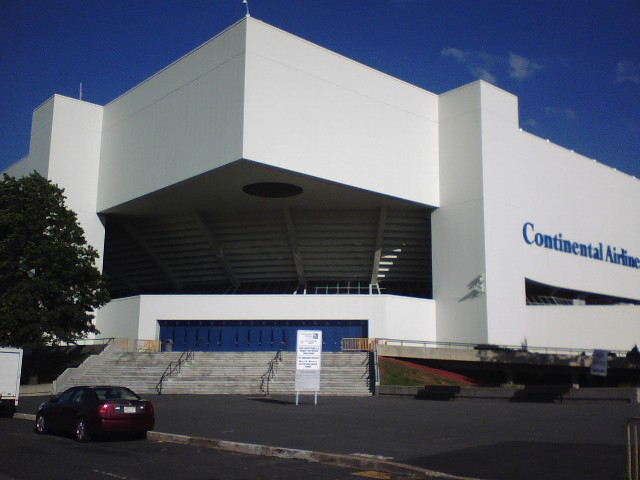
Façana del pavelló
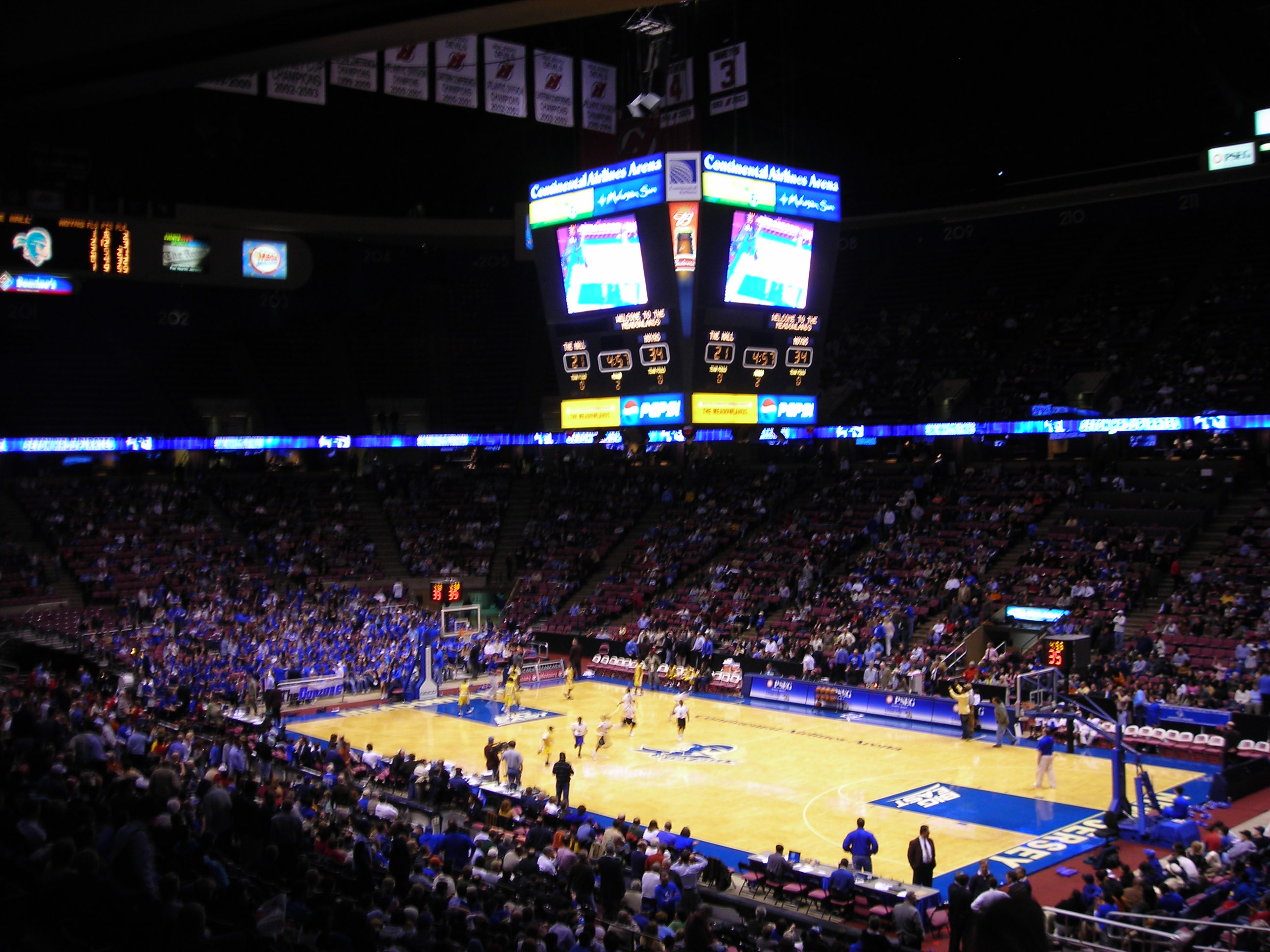
Durant un partit de Seton Hall Pirates
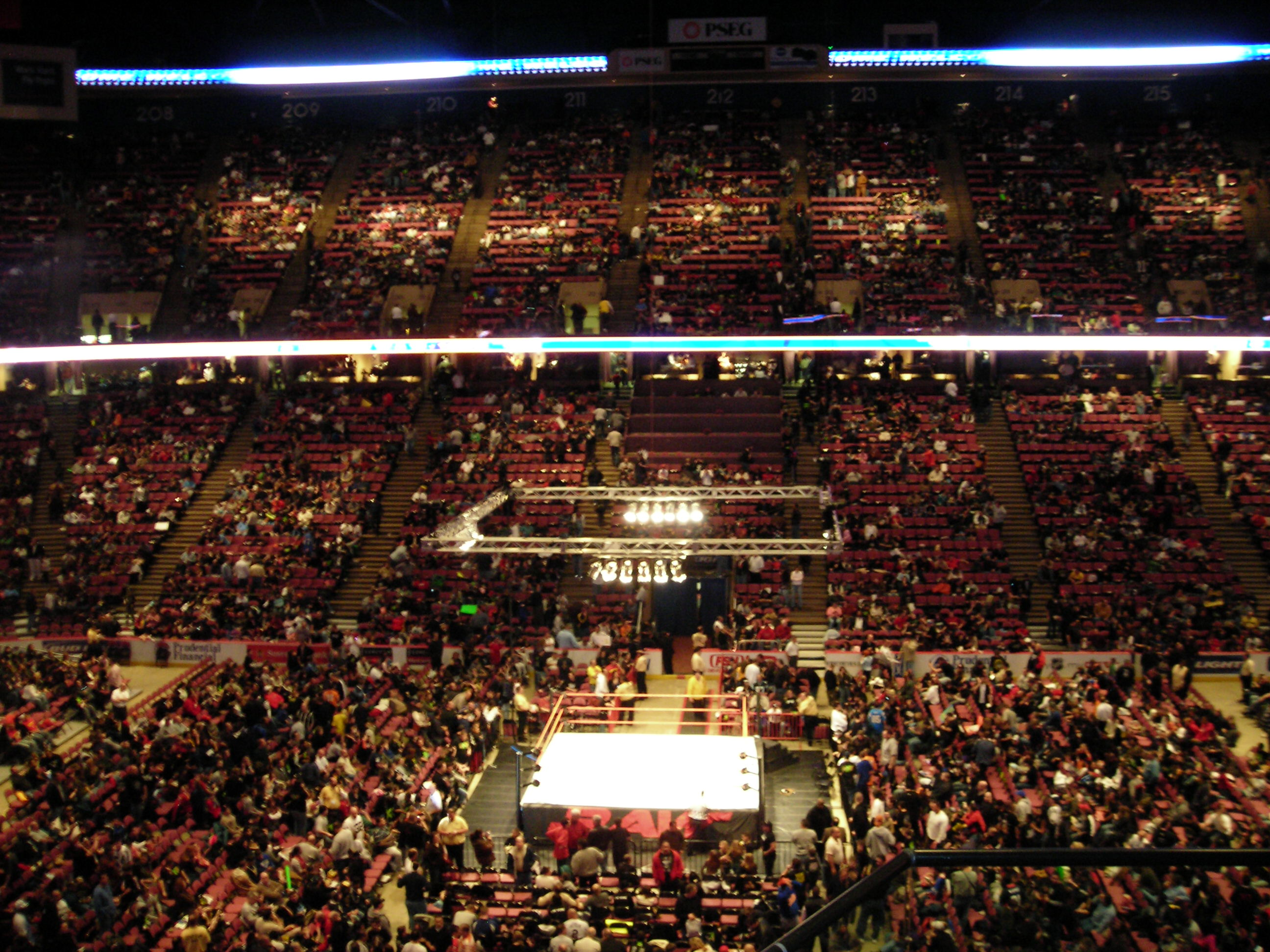
Durant un xou de WWE Raw
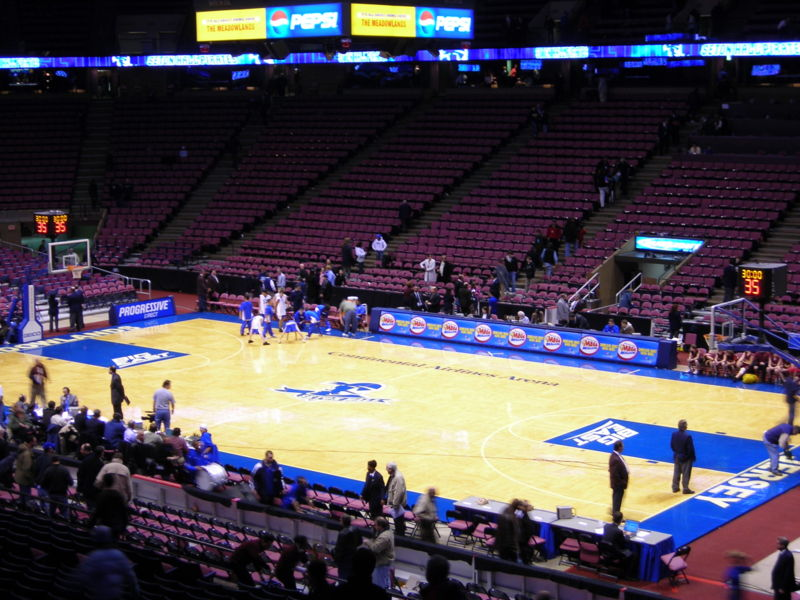
Després d'un partit dels Pirates
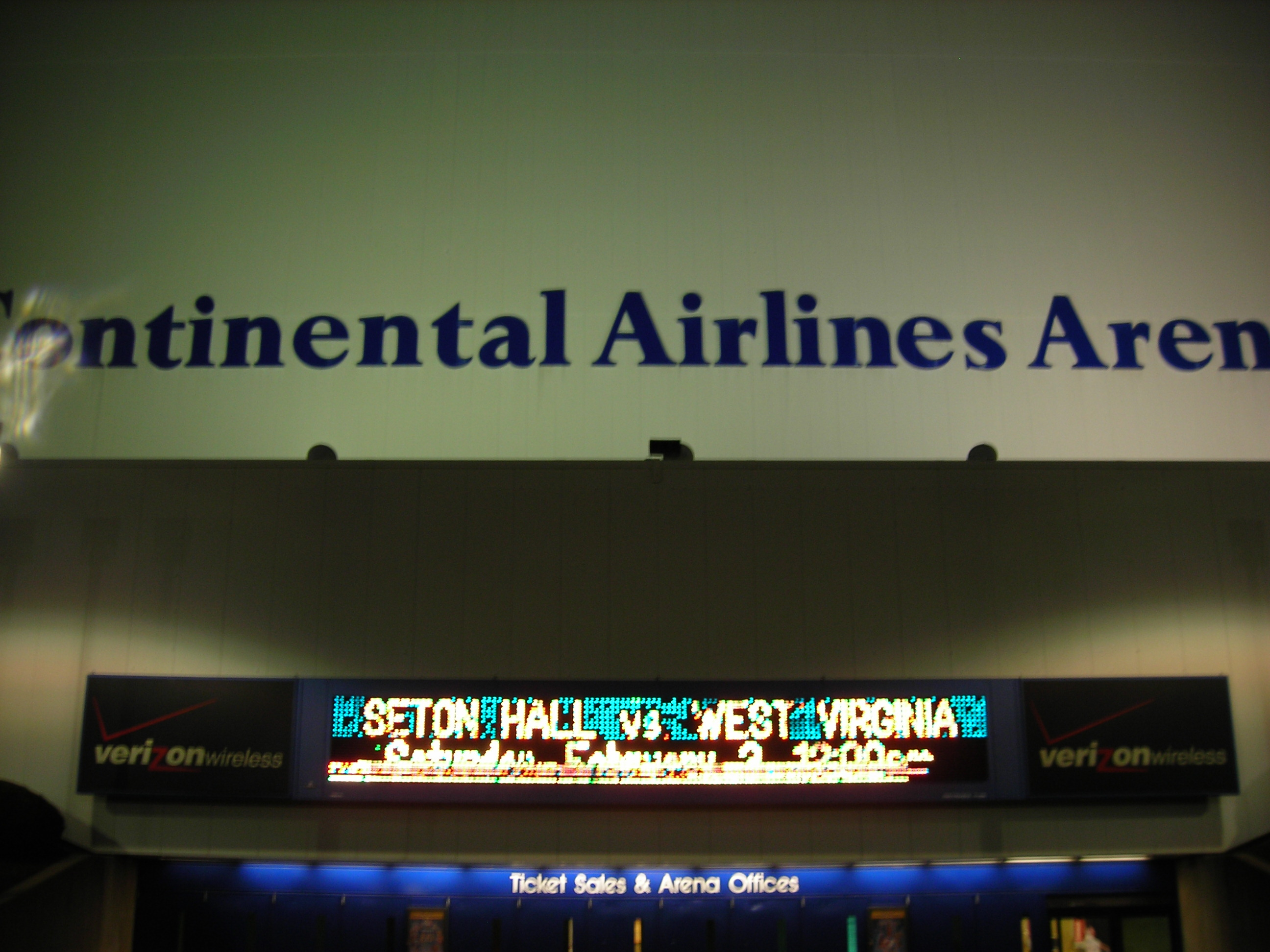
Entrada al pavelló
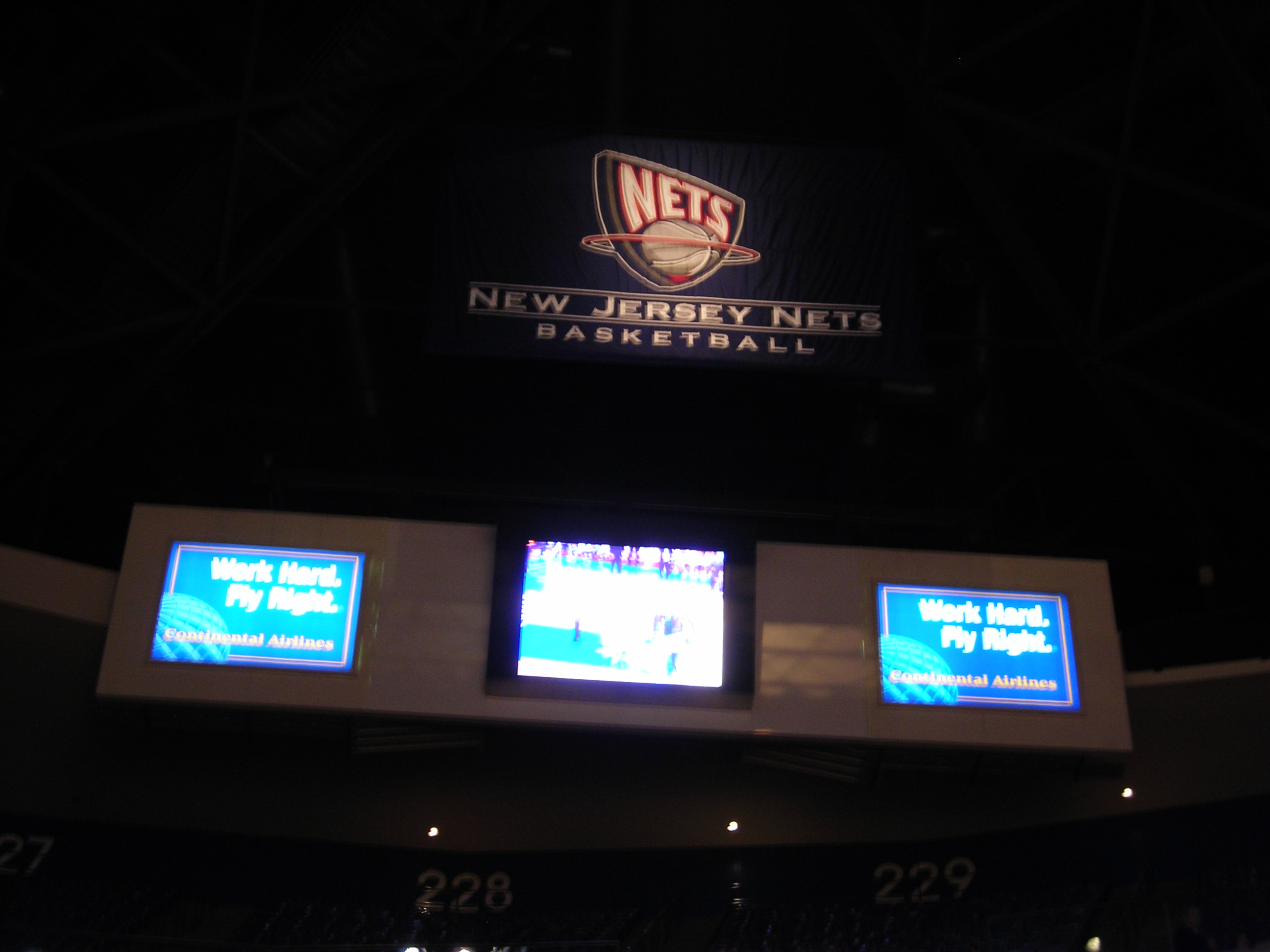
Logotip dels Nets